# FreoMotto
FreoMotto（フレオモット）は、東京都新宿区に本社を置く日本の芸能事務所。いわゆるライブアイドルのグループ運営や、ライブイベントの制作を主な事業としている。通称はフレオ。「Freo」は自由（free）の語源となるギリシャ語に由来する。

## 概要
2010年代のインディーズアイドルシーンにおいては、株式会社フレオが初期のUNIDOLの運営に関わっていたことが確認でき、また株式会社フレオエンターテイメント（2016年設立）が強がりセンセーション（強セン、2014年-）とその姉妹グループ手羽先センセーション（手羽セン、2017年-）などで一定の成功を得た。杉野けい（現なみだ色の消しごむプロデューサー）のプロフィールによれば、大学時代にアイドル専門フリーペーパー「アイドルスポット」を発行し、UNIDOLの設立にも関わっていた杉野が、その後、強センや手羽センを立ち上げたという。
コロナ禍以降は、株式会社フレオマネジメント（2020年7月設立）を名乗るようになったが、2024年5月には株式会社FreoMottoに社名変更した。新社名には、「「もっと」をモットーに、“もっと”アットホームでありながら、“もっと”夢に近づける活動・所属者が満足できる活動」を目指すという意味が込められているという。
長らく山川佳浩が名物社長としてファンからも親しまれていたが、2023年4月に岡田純弥が代表取締役に就任した。岡田は、主に男性アイドルを手掛ける株式会社ぴゃもの社長との兼任で、当時、レコード会社ドリーミュージックでも役職（エグゼクティブプロデューサー）に就いており、同社はフレオ所属グループ（手羽セン、いちぜん!など）がＣＤデビューする際のメジャーレーベルとなっていた。株式会社FreoMottoへの移行に伴い、代表取締役は岡田から山際久に交代したが、山川はフレオのアイドル運営に引き続き携わっている。また2025年から、AKB48・SKE48の元劇場支配人として知られる湯浅洋が取締役に名を連ねている。
2025年4月1日、ボイストレーニングをメインとした音楽スクールを運営するシアーミュージックグループへの「加入」を発表した。これに伴い、「株式会社FreoMotto」から「FreoMotto株式会社」に移行し、同日を新会社の設立日としている。現在、FreoMottoの代表取締役は、山際久と高梨雄一朗（シアー代表取締役社長と兼任）の2人体制となっている。
フレオは名古屋にもオフィスを構えており、名古屋拠点のグループだけでなく、東京拠点のグループも名古屋でのライブ活動に積極的である。一時期、大阪に拠点を置くグループ（欲バリセンセーションなど）も存在したが、2025年現在、大阪拠点のグループはない。2022年から、めたセンを立ち上げて福岡にも進出したが、こちらも撤退状態にあると見られる（めたセンの項目で後述）。
以下、フレオ、フレオエンターテイメント、フレオマネジメント、FreoMotto所属として活動を行った女性アイドルグループを列記する。

## 東京拠点のグループ

### 強がりセンセーション
- 2014年8月にデビューし、2017年12月に活動終了。
- 2024年に新たにメンバー募集を行い、同年8月に「新章」がスタートした[11]。
- 2025年8月12日に、Spotify O-WESTで一周年記念ワンマンライブを開催した。

### ラブアグレッション
- 2020年7月デビュー。2025年11月29日に白金高輪SELENE b2で現体制終了ライブを開催予定。全メンバーが卒業する[12]。

### Glim Assembler
- 2022年9月17日にデビュー。3周年にあたる2025年9月17日にSpotify O-WESTで現体制終了公演を開催予定。全メンバーが卒業する[13]。

### なみだ色の消しごむ
- 2023年7月デビュー。2025年12月29日にTOKYO DOME CITY HALLでワンマンライブを開催予定。

### 未完成のキャラメル
- 2025年6月29日に3人の新メンバーを迎え、現在、6人体制で活動している。
- グループ名の由来は「永遠に向上心を忘れない」をモットーにという意味での「未完成」と、「あなたといると安心する」という意味を持つ「キャラメル」を組み合わせたもの。「一緒にいて安心するような癒しをお届けする王道アイドルグループ」がコンセプト[14]。略称は「みかめる」。
- 2023年12月3日、Zepp Shinjukuで開催されたフレオ祭でデビュー[15]。初期メンバーは、佐倉みき、日向春菜、白鳥優菜、もものすけ、佐々木ちょこの5人。ArcJewelからフレオへ日向春菜と共に移籍してきた佐倉みきが勧誘するかたちで、メンバー集めを行なったという[16]。
- 2024年4月18日にSpotify O-WESTで1stワンマンライブを開催した[17]。
- 2024年10月9日にZepp Shinjukuで2ndワンマンライブを開催予定だったが[18]、9月15日から佐倉みきが休養に入るなど[19]グループの状態が万全でなく[20]、ワンマンライブを延期し、同日同所では主催対バンを開催することとなった。なお、佐倉は9月28日のフレオ祭から復帰した。
- 2024年10月20日に池袋harevutaiで開催された生誕祭をもって、もものすけがグループを卒業した[21][22]。
- 2024年12月3日、一周年記念ライブを表参道GROUNDで開催。新曲「未完成のパズル」を初披露[23]。
- 2025年1月26日、「日向春菜卒業＆現体制終了ライブ」を池袋W:IKE329で開催 [24]。新体制に向けた準備期間に入った。
- 2025年5月5日、横浜ランドマークホールで開催されたフレオ祭において、佐倉みき、白鳥優菜、佐々木ちょこの３人で、グループとして約３カ月半ぶりにライブを行った[25]。6月に新体制お披露目ライブを行うことを告知し、３人の新メンバーを発表。小泉花恋、中野あね、猫みことがステージ上で挨拶した[26]。
- 2025年6月29日、池袋harevutaiで新体制お披露目ライブを開催し、6人体制となった。新曲「本気かわいい！」を初披露[27]。
- 2025年7月20日、代官山SPACE ODDで佐々木ちょこ生誕祭を開催した[28]。

| メンバー                  | メンバー               | メンバー | メンバー             | メンバー | メンバー       | メンバー                                | メンバー           | メンバー                                          | メンバー    | メンバー                                                                         |
| 氏名                      | 生年月日               | 出身地   | 身長 3サイズ         | 血液型   | イメージカラー | ニックネーム 【】内はメンバーコール     | ファンネーム       | 趣味、特技等                                      | デビュー日  | 備考                                                                             |
| ------------------------- | ---------------------- | -------- | -------------------- | -------- | -------------- | --------------------------------------- | ------------------ | ------------------------------------------------- | ----------- | -------------------------------------------------------------------------------- |
| 佐倉みき さくらみき       | 1995年9月6日（29歳）   | 埼玉県   | 161cm                | A型      | 白             | 【みきぽん】、ぽんちゃん、 ぽんこちゃん | ぽんぽんファミリー | 食、犬、サウナ                                    | 2023.12.3   | 元愛乙女☆DOLL FreoMotto所属                                                      |
| 佐々木ちょこ ささきちょこ | 1996年7月19日（29歳）  | 千葉県   | 157cm B83. W56. H85. | A型      | オレンジ       | 【ちょこち】                            | ちょこち－む       | アニメ、漫画、ゲーム、ディズニー。 ピアノが得意。 | 2023.12.3   | GDL Entertainment所属                                                            |
| 白鳥優菜 しらとりゆうな   | 1995年11月13日（29歳） | 千葉県   | 159cm                | A型      | 赤色           | 【ゆうな】                              | Swany              | アニメ、ヒトカラ、麻雀                            | 2023.12.3   | 元迷愛へるぷ! 元なんキニ! 元ワンチャンアリーナ                                   |
| 小泉花恋 こいずみかれん   | 1997年9月29日（27歳）  | 東京都   | 157cm                | A型      | ベビーピンク   | 【れんれん】                            |                    |                                                   | 2025.6.29〜 | bonbon ange、綺星★フィオレナード、アルテミスの翼、GuilDrops+など、アイドル歴10年 |
| 中野あね なかのあね       | 1月20日                |          |                      |          | ベビーブルー   | 【あねちゃん】                          |                    |                                                   | 2025.6.29〜 | 元妄愛グラビティ、元JYA☆PON、元mignon                                            |
| 猫みこと ねこみこと       | 6月18日                |          |                      |          | ベビーパープル | 【みこにゃん】                          |                    |                                                   | 2025.6.29〜 |                                                                                  |

| 元メンバー            | 元メンバー             | 元メンバー | 元メンバー           | 元メンバー | 元メンバー     | 元メンバー                          | 元メンバー           | 元メンバー           | 元メンバー            | 元メンバー                                                         |
| 氏名                  | 生年月日               | 出身地     | 身長 3サイズ         | 血液型     | イメージカラー | ニックネーム 【】内はメンバーコール | ファンネーム         | 趣味、特技等         | 活動期間              | 備考                                                               |
| --------------------- | ---------------------- | ---------- | -------------------- | ---------- | -------------- | ----------------------------------- | -------------------- | -------------------- | --------------------- | ------------------------------------------------------------------ |
| もものすけ            | 2001年10月20日（23歳） | 愛知県     | 160cm B95. W63. H93. | B型        | ピンク         | 【ももちゃん】、のすけ              | もものすけ甘やかし隊 | 恐竜、車             | 2023.12.3〜2024.10.20 | 日本コロムビア所属だった ミスヤングチャンピオン 2022ファイナリスト |
| 日向春菜 ひなたはるな | 1999年6月16日（26歳）  |            |                      | O型        | 黄色           | ハルナンデス、【はるな】            | はるちゃんず         | アニメ、坂道アイドル | 2023.12.3〜2025.1.26  | 元愛乙女☆DOLL                                                      |

| 楽曲                       | 楽曲     | 楽曲     | 楽曲                       | 楽曲           | 楽曲           |
| タイトル                   | 作詞     | 作曲     | 編曲                       | ライブ初披露   | サブスク公開   |
| -------------------------- | -------- | -------- | -------------------------- | -------------- | -------------- |
| 共鳴Sky-high               | 瀧澤純一 | 瀧澤純一 | 瀧澤純一                   | 2023年12月3日  | 2024年4月3日   |
| あいまいみい！             | 渡邉俊彦 | 渡邉俊彦 | 渡邉俊彦                   | 2023年12月3日  | 2023年12月30日 |
| キャラメルガール           | SaKy     | 渡邉俊彦 | 渡邉俊彦                   | 2023年12月3日  | 2024年4月3日   |
| 愛なんて呼べるものじゃない | 大山恭子 | 浅田大貴 | 浅田大貴                   | 2023年12月29日 | 2024年4月3日   |
| メルティースマイル         | 大山恭子 | 浅田大貴 | 浅田大貴                   | 2024年1月28日  | 2024年4月3日   |
| 未来リバーシブル           | 福田貴訓 | 福田貴訓 | 福田貴訓、ヒグチタイシュウ | 2024年3月9日   | 2024年4月19日  |
| 君とnew start              |          | 瀧澤純一 |                            | 2024年4月18日  | 2024年4月19日  |
| ハートシャッター           | Kawas.   | YU-JIN   | YU-JIN                     | 2024年7月28日  | 2024年7月29日  |
| 未完成のパズル             | Kawas.   | YU_JIN   | YU-JIN                     | 2024年12月3日  | 2025年1月25日  |
| 本気かわいい！             |          |          |                            | 2025年6月29日  |                |

### あの日見たラッキースター
- 2024年5月16日、グループ名と7人のメンバーの情報を解禁[57]。その2日前にフレオの社名変更が発表されており、新生FreoMottoの第一弾グループと言える。略称は「あのすた」。メンバーは並木日那、藤咲七羽、永乃美優、保坂栞里、大西凛、福本ゆら、成瀬陽菜。
- 2024年6月2日、新宿ZircoTokyoで行われた対バンライブでプレデビューした。オリジナル曲「ラッキースター」を初披露。他にシュアネス（後述）の「それでも君が好き」をカバーした。
- 2024年6月19日、渋谷GRITで初の主催対バン「星に願いを vol.0」を開催。オリジナル曲「きっと恋かもね」を初披露。
- 2024年6月29日、福本ゆら生誕祭を浅草VAMPKINで開催。[58]
- 2024年7月7日、池袋harevutaiでデビュー単独ライブを開催した。オリジナル曲「あの日見た未来」「真夏の微熱」を初披露。ぼくはまだしなない（後述）の「弱気ドライバー」をカバーし、持ち曲に加えた。[59]
- 2024年7月28日、グレースバリ銀座で、成瀬陽菜生誕祭を開催[60]。
- 2024年8月24日、五反田G3で開催された単独ライブで新曲「ときめきサプライズ」を初披露[61]。
- 2024年9月28日、横浜1000CLUBで開催されたフレオ祭で新曲「恋愛至上しゅき♡」を初披露[62]。
- 2024年10月12日、永乃美優生誕祭を新宿ZircoTokyoで開催[63]。
- 2024年11月5日、福本ゆら、永乃美優の契約解除および活動終了を発表した。理由は複数の契約違反[64]。5人体制となる。
- 2024年11月24日、大西凛生誕祭をSpotify O-crestで開催[65]。
- 2024年12月8日、渋谷GRITで開催した「新曲披露単独公演」で、新曲「完璧シンデレラ」を初披露。
- 2025年1月5日、白金高輪SELENE b2で1stワンマンライブ「煌めく君とのストーリー」を開催[66]。新曲「無限大∞ミライ」を初披露した。
- 2025年1月6日、保坂栞里が休養に入った。喉鼻の検査の結果、手術が必要と診断されたため[67]。
- 2025年1月27日、保坂栞里が新宿ZircoTokyoでの対バンライブから復帰[68]。
- 2025年3月20日、渋谷GRITで開催した「新曲お披露目単独公演」で、新曲「Re:スタート！！」を初披露[69]。
- 2025年4月6日、「東名阪ツアー『星夜一縷』in名古屋」を伏見ライオンシアターで開催した[70]。新曲「ハピラキ！」を初披露。
- 2025年5月10日、並木日那生誕祭を恵比寿CreAtoで開催[71]。
- 2025年5月24日、保坂栞里生誕祭を渋谷VIDENTで開催[72]。
- 2025年5月28日、保坂栞里の活動休止を発表した。体調不良が続いており、その療養に集中するため[73]。
- 2025年6月1日、「東名阪ツアー『星夜一縷』in大阪」をFANJ twiceで開催した[74]。新曲「推し活×CHU毒」を初披露。
- 2025年6月9日、保坂栞里の活動終了を発表[75]。以後、4人体制に。
- 2025年6月14日、藤咲七羽生誕祭を渋谷VIDENTで開催[76]。
- 2025年7月1日、東名阪ツアーFINAL&1周年ワンマンライブ『星夜一縷』をSpotify O-WESTで開催[77]。新曲「弱虫ソーダ」を初披露。
- 2025年7月27日、成瀬陽菜生誕祭を渋谷club asiaで開催[78]。

| メンバー                | メンバー | メンバー | メンバー | メンバー | メンバー       | メンバー     | メンバー     | メンバー     | メンバー           | メンバー                                                         |
| 氏名                    | 生年月日 | 出身地   | 身長     | 血液型   | イメージカラー | ニックネーム | ファンネーム | 趣味、特技等 | ステージデビュー日 | 備考                                                             |
| ----------------------- | -------- | -------- | -------- | -------- | -------------- | ------------ | ------------ | ------------ | ------------------ | ---------------------------------------------------------------- |
| 並木日那 なみきひな     | 5月2日   |          |          |          | オレンジ色     | ひなちゃん   |              |              | 2024.6.2           |                                                                  |
| 藤咲七羽 ふじさきなのは | 6月2日   |          |          |          | 赤色           | なのちゃん   |              |              | 2024.6.2           | 元PARiPiA 元RURUDiA                                              |
| 大西凜 おおにしりん     | 11月6日  |          |          |          | ピンク色       | りんりん     |              |              | 2024.6.2           | 元LOVE CCiNO 元風光ル梟 元Jumpin' 元りぼん                       |
| 成瀬陽菜 なるせはるな   | 7月10日  |          |          |          | ラベンダー     | はるにゃん   |              |              | 2024.6.2           | 元4次元コンパス 元Shupiness 元wieee 元Crouton 元東京23区ガールズ |

| 元メンバー            | 元メンバー            | 元メンバー | 元メンバー | 元メンバー | 元メンバー     | 元メンバー   | 元メンバー   | 元メンバー   | 元メンバー         | 元メンバー                                                            |
| 氏名                  | 生年月日              | 出身地     | 身長       | 血液型     | イメージカラー | ニックネーム | ファンネーム | 趣味、特技等 | 活動期間           | 備考                                                                  |
| --------------------- | --------------------- | ---------- | ---------- | ---------- | -------------- | ------------ | ------------ | ------------ | ------------------ | --------------------------------------------------------------------- |
| 永乃美優 ながのみゆう | 2001年9月28日（23歳） |            |            |            | ホワイト       | みいちゃん   |              |              | 2024.6.2-2024.11.5 |                                                                       |
| 福本ゆら ふくもとゆら | 6月19日               |            |            |            | 水色           | ゆらちゃん   |              |              | 2024.6.2-2024.11.5 | 現My_Stage 元〈カレイドスコープ〉 元BOCCHI。 ミスマガジン2021ベスト16 |
| 保坂栞里 ほさかしおり | 5月31日               |            |            |            | ミントグリーン | しおりん     |              |              | 2024.6.2-2025.6.9  |                                                                       |

| オリジナル曲 | オリジナル曲 | オリジナル曲   | オリジナル曲 | オリジナル曲  | オリジナル曲  |
| タイトル | 作詞         | 作曲           | 編曲         | ライブ初披露  | サブスク公開  |
| --- | ------------ | -------------- | ------------ | ------------- | ------------- |
| ラッキースター |              |                |              | 2024年6月2日  | 2024年9月27日 |
| きっと恋かもね | mimimy       | 八巻俊介       |              | 2024年6月19日 | 2024年9月27日 |
| あの日見た未来 | 成瀬陽菜     |                |              | 2024年7月7日  | 2024年9月27日 |
| 真夏の微熱 | 加藤弘也     | 加藤弘也       | 加藤弘也     | 2024年7月7日  | 2024年9月27日 |
| ときめきサプライズ | M!SATO       | 八巻俊介       | 八巻俊介     | 2024年8月24日 | 2024年9月27日 |
| 恋愛至上しゅき♡ | M!SATO       | 宮川麿         | 宮川麿       | 2024年9月28日 | 2025年1月6日  |
| 完璧シンデレラ | M!SATO       | 宮川麿         | 宮川麿       | 2024年12月8日 | 2025年1月6日  |
| 無限大∞ミライ | M!SATO       | 宮川麿         | 宮川麿       | 2025年1月5日  | 2025年1月6日  |
| Re:スタート！！ | M!SATO       | 八巻俊介       | 八巻俊介     | 2025年3月20日 |               |
| ハピラキ！ | SHIN         | SHIN、MASAHIRO |              | 2025年4月6日  |               |
| 推し活×CHU毒 | M!SATO       | 宮川麿         | 宮川麿       | 2025年6月1日  |               |
| 弱虫ソーダ | M!SATO       | 宮川麿         | 宮川麿       | 2025年7月1日  | 2025年7月2日  |
| 上記の他に、同事務所のグループの楽曲「それでも君が好き」（シュアネス）、「弱気ドライバー」（ぼくはまだしなない）をカバーしている。 |              |                |              |               |               |

### ワガママなラストノート
- 「最後まで、心に残る “一瞬” を。」をコンセプトとする8人組アイドルグループ。ラストノートとは、つけた香水の終盤の香り、残り香のこと。略称は「ワガラノ」。
- 2025年6月3日、FreoMottoの新グループとして、公式Xアカウントを公開し、グループ名「ワガママなラストノートを発表。翌日のメンバー発表を予告した[99]。
- 2025年6月4日、公式Xにおいて、メンバーを発表。汐田愛梨、浅尾桃香、白瀬乃愛、森くるみ、藤宮もな、小日向わかな、悠希こころ、黒田かれんの8人でSHOWROOM配信を行い、デビューに向けた意気込みを語った。
- 2025年6月29日、池袋harevutaiでデビュー単独ライブを開催。6曲のオリジナル曲を初披露した（「私、シンデレラ」「奇跡シグナル」「ワガママパラノイア」「夏のせい」「眩しい季節」「太陽のラストノート」）。
- 2025年7月21日、白金高輪SELENE b2で開催された初の主催ライブ『最初のワガママVol.1』で新曲「無言の喧騒と静寂なノイズ」を初披露[100]。
- 2025年7月27日、渋谷club asiaで開催された単独ライブで新曲「きっと、君のせいだ。」を初披露[101]。
- 2025年8月10・11日、お台場R地区特設会場で行われたアイドルフェス「IDOL SUMMER JUNGLE」のメインステージ争奪戦に参戦し、22組中2位となって、11日のメインステージに出演した[102][103]。

| メンバー                      | メンバー | メンバー | メンバー | メンバー | メンバー   | メンバー     | メンバー     | メンバー     | メンバー                                                                                  |
| 氏名                          | 生年月日 | 出身地   | 身長     | 血液型   | 担当カラー | ニックネーム | ファンネーム | 趣味、特技等 | 備考                                                                                      |
| ----------------------------- | -------- | -------- | -------- | -------- | ---------- | ------------ | ------------ | ------------ | ----------------------------------------------------------------------------------------- |
| 汐田 愛梨 しおた あいり       | 10月28日 |          |          |          | 紫         |              |              |              | 元Airly☆SENSE 元MAPLEZ 元NEMURIORCA 元FuMA 元HACK                                         |
| 浅尾 桃香 あさお ももか       | 2月6日   |          |          |          | 赤         |              |              |              | 元NMB48 元ゆめみたいにかわいい                                                            |
| 白瀬 乃愛 しらせ のあ         | 5月7日   |          |          |          | 水色       |              |              |              | 元ヤンチャン学園音楽部 元綺星★フィオレナード 元煌めき☆アンフォレント 元彗星♩dropTune°     |
| 森 くるみ もり くるみ         | 9月28日  |          |          |          | ピンク     |              |              |              | 元SPACE PIRATES class ZERO 元カンフーガールズ                                             |
| 藤宮 もな ふじみや もな       | 5月24日  |          |          |          | 青色       |              |              |              | 元KAMOがネギをしょってくるッ!!! 元煌めき☆アンフォレント 元mai mai 元#ドレミファソラシード |
| 小日向 わかな こひなた わかな | 2月5日   |          |          |          | 緑         |              |              |              | 元It's Sunny 元#ドレミファソラシード                                                      |
| 悠希 こころ ゆうき こころ     | 1月16日  |          |          |          | 黄色       |              |              |              |                                                                                           |
| 黒田 かれん くろた かれん     | 11月1日  |          |          |          | 白         |              |              |              | 元PiiiiiiiN 元2o Love to Sweet Bullet                                                     |

| 楽曲                     | 楽曲 | 楽曲 | 楽曲 | 楽曲          | 楽曲         |
| タイトル                 | 作詞 | 作曲 | 編曲 | ライブ初披露  | サブスク公開 |
| ------------------------ | ---- | ---- | ---- | ------------- | ------------ |
| 私、シンデレラ           |      |      |      | 2025年6月29日 |              |
| 奇跡シグナル             |      |      |      | 2025年6月29日 |              |
| ワガママパラノイア       |      |      |      | 2025年6月29日 |              |
| 夏のせい                 |      |      |      | 2025年6月29日 |              |
| 眩しい季節               |      |      |      | 2025年6月29日 |              |
| 太陽のラストノート       |      |      |      | 2025年6月29日 |              |
| 無言の喧騒と静寂なノイズ |      |      |      | 2025年7月21日 |              |
| きっと、君のせいだ。     |      |      |      | 2025年7月27日 |              |

### ルミナスシンフォニー
- 「唯一無二の”シンフォニー” を奏でるストーリー」をコンセプトとする新グループ。略称は「ルミフォン」。
- メンバーは、水凪しお、茉白空來、日乃さら、陽咲せいら、美波ゆい、宇彩ゆきなの6人。
- 2025年7月25日、公式Xでグループ名、メンバー構成などの情報を解禁した。
- 2025年8月9日、club asiaで開催されたフレオ内対バン「スパニコカーニバル」でプレデビュー[124]。2曲のオリジナル曲（「アクア・アルタ」「淡く、青く」）と、フレオの旧グループのカバー曲（シュアネス「ミライヘツナグセツナ」）を披露した。
- 2025年10月11日、P.A.R.M.S秋葉原で本デビューライブを開催予定。

| メンバー                  | メンバー | メンバー | メンバー | メンバー | メンバー       | メンバー     | メンバー     | メンバー     | メンバー       |
| 氏名                      | 生年月日 | 出身地   | 身長     | 血液型   | 担当カラー     | ニックネーム | ファンネーム | 趣味、特技等 | 備考           |
| ------------------------- | -------- | -------- | -------- | -------- | -------------- | ------------ | ------------ | ------------ | -------------- |
| 水凪 しお みなぎ しお     |          |          |          |          | 青             |              |              |              | アイドル未経験 |
| 茉白 そら ましろ そら     |          |          |          |          | 白             |              |              |              | 元I MY ME MINE |
| 日乃 さら ひなの さら     |          |          |          |          | 黄色           |              |              |              | 元aiMe         |
| 陽咲 せいら ひさき せいら |          |          |          |          | オレンジ       |              |              |              | 元MARBLE TALE  |
| 美波 ゆい みなみ ゆい     |          |          |          |          | ピンク         |              |              |              | 元EMuLATE      |
| 宇彩 ゆきな うさ ゆきな   |          |          |          |          | ミントグリーン |              |              |              | アイドル未経験 |

### さくら色のカレンダー
- なみだ色の消しごむ（なみけし）の「後輩グループ」として結成された。略称は「さくカレ」。
- メンバーは、井上楓、黒﨑愛麻、小玉ゆず、水野樺恋、花宮美音、逢川なずな、伊藤寧々、石原桜彩の8人。
- 2025年7月18日、Zepp Shinjukuで開催されたなみけし主催ライブ「Neat Meets vol.15 -PREMIUM- なみけし2周年SP」において、後輩グループ「さくカレ」の結成が発表された[131]。
- 2025年8月24日、デビューライブを開催予定。

## 名古屋拠点のグループ

### ミラクルファンファーレ！
- 略称は「ミラファン」。コンセプトは、「｢ハイテンション!!｣をモットーに"ポップ"にアイドル道を突き進む！」。
- 2021年10月にデビューし、2024年9月にメンバー全員が卒業。2025年7月に新体制で再始動する。
- 2021年10月3日、７人組グループとしてデビュー。メンバーは柏木るあ、高橋叶芽、橘さくら、奏多ゆま、夢川あい、七瀬実莉、花城輝帆。10月21日、夢川あいが活動辞退。
- 2022年1月20日、柏木るあが活動終了。4月3日、七瀬実莉が卒業。6月5日、工藤鈴菜、音無うりんが加入。7月13日、名古屋ReNY limitedで1stワンマンライブ。
- 2023年1月21日、Lives NAGOYAで2ndワンマンライブ。2月11日、奏多ゆまが卒業。5月7日、中野ひなた、星乃あのが加入。8月5日、金城ふ頭特設野外ステージで3rdワンマンライブ。10月27日、今池ボトムラインで4thワンマンライブ。11月11日、中野ひなたが活動終了。
- 2024年1月28日、橘さくらが卒業。6月4日、NAGOYA ReNY limitedで5thワンマンライブ。恋白まりな、織山あず、北川楓が候補生として加入した。[132]
- 2024年6月30日、公式Xにて現体制終了を発表[133]。9月6日に名古屋ダイアモンドホールで、「現体制終了公演 未来へのファンファーレ！」を開催し、全メンバーが卒業した[134]。最終メンバーは、高橋叶芽、花城輝帆、工藤鈴菜、音無うりん、星乃あの、恋白まりな、織山あず、北川楓。
- 2024年9月15日、工藤・恋白・北川が、名古屋フレオのグループ・ぼくはまだしなないの再結成に参加することが発表された[135]。
- 2025年2月24日、アイドルグループ・マザリで活動を再開していた音無うりん（マザリでの芸名は心臓ウリン）が死去した[136]。
- 2025年6月、工藤鈴菜が手羽先センセーションの新メンバーとなった。
- 2025年6月30日、グループの再始動を発表[137]。翌7月1日に7人のメンバーを発表した[138]。メンバーは、周こえび、大塚南、音羽苺、恋白まりな、高橋ゆな、徳川めい、桃智りおん。恋白は前体制ミラファンの最終メンバー、徳川はラブアグレッションの初期メンバーである。
- 2025年7月25日、Zephyr Hallで新体制デビューライブ『RINGING FANFARE！』を開催した[139][140]。

| ミラクルファンファーレ！ 楽曲 | ミラクルファンファーレ！ 楽曲 | ミラクルファンファーレ！ 楽曲 | ミラクルファンファーレ！ 楽曲 | ミラクルファンファーレ！ 楽曲 | ミラクルファンファーレ！ 楽曲 | ミラクルファンファーレ！ 楽曲 |
| #                             | タイトル                      | 作詞                          | 作曲                          | 編曲                          | 振付                          | ライブ初披露                  |
| ----------------------------- | ----------------------------- | ----------------------------- | ----------------------------- | ----------------------------- | ----------------------------- | ----------------------------- |
| 1                             | ミラクルUP!アドベンチャー     | IMAKISASA                     | IMAKISASA                     | ツカダタカシゲ                | 富田也恵                      | 2021/10/04                    |
| 2                             | 優勝したいファンファーレ！    | 萩龍一                        | 萩龍一                        | 萩龍一                        | Risa                          | 2021/10/04                    |
| 3                             | Weekly!!                      | AWOKI                         | AWOKI                         |                               |                               | 2021/10/04                    |
| 4                             | ぷちょへんざ！                | mimimy                        | J.K≒3.0                       | J.K≒3.0                       | ォラ                          | 2021/10/04                    |
| 5                             | 相対性ラブ理論                | mimimy                        | J.K≒3.0                       | J.K≒3.0                       | Risa                          | 2021/12/24                    |
| 6                             | 超絶景☆カーニバル             | まい                          | すえくん（Color Material）    |                               |                               | 2022/05/01                    |
| 7                             | オイデオイデ                  | 多田慎也                      | 多田慎也                      | 島田尚                        | 皇希                          | 2022/06/01                    |
| 8                             | フォーチューンサマー          | mimimy/J.K≒3.0                | J.K≒3.0                       | J.K≒3.0                       | Risa                          | 2022/07/15                    |
| 9                             | CLAWL UP                      | 糸野仁美                      | 八巻俊介                      |                               |                               | 2022/10/01                    |
| 10                            | ミラクル燦々ジャンプ          | bassy                         | bassy                         |                               | Risa                          | 2022/10/01                    |
| 11                            | New Page                      | 糸野仁美                      | 八巻俊介                      |                               |                               | 2023/01/21                    |
| 12                            | トロピカル陽キャSummer!!!     | ヒゲドライバー                | ヒゲドライバー                |                               |                               | 2023/06/04                    |
| 13                            | 行き場のないmelody            | 糸野仁美                      | 八巻俊介                      | 八巻俊介                      |                               | 2023/06/24                    |
| 14                            | 転生してもアイドルだった件    | mimimy/J.K≒3.0                | J.K≒3.0                       | J.K≒3.0                       |                               | 2023/07/09                    |
| 15                            | グッジョブ！                  | サイサキ                      | サイサキ                      |                               |                               | 2023/07/09                    |
| 16                            | すきぴ！                      | まい                          | Ryo-P                         |                               | ォラ                          | 2023/08/05                    |
| 17                            | ミラファイッ                  | 糸野仁美(AzBit)               | 八巻俊介                      | 八巻俊介                      | ォラ                          | 2023/10/27                    |
| 18                            | おねがい全肯定                | 鈴木裕哉                      | 鈴木裕哉                      | Yo-SK                         | Risa                          | 2023/10/27                    |
| 19                            | ぺろぺろキャンドゥーイット    | mimimy                        | J.K≒3.0                       | J.K≒3.0                       | Risa                          | 2024/03/22                    |

### THE ENCORE
- 2023年3月25日 「もう一度会いたい もう一度聞きたい 再開＆再演を望む アイドルグループ」をコンセプトとして今池ボトムラインでデビュー。
- 2023年7月29日  1stワンマンライブ「ウォーターパニック」を Lives FARM にて開催。
- 2023年9月～11月にかけて、名阪東名ツアーライブ「何度でも聞かせて。」を開催。
- 2023年12月29日 2ndワンマンライブ「これからの私たち」を Lives NAGOYA にて開催。
- 2024年2月～5月にかけて、五大都市ツアーライブ「花よりあんこ」を開催。
- 2024年3月24日 THE ENCORE 1周年記念ライブ「Happy Day」を Zephyr Hall にて開催。
- 2024年10月18日 3rdワンマンライブ「まだまだ旅の途中でしょ」を DIAMOND HALL にて開催。
- 2025年3月24日  2周年記念 4th ワンマンライブ「超戦」を Zepp Nagoya にて開催。
- 2025年6月15日、TIFメインステージ争奪LIVE前哨戦[141]に出場し、ブロック2位通過でTIF当日に行われる決勝戦に進出した[142][143]。
- 2025年7月24日 「FaveConnect」を利用した公式ファンクラブサイト開設[144][145][146][147]

| THE ENCORE メンバー        | THE ENCORE メンバー | THE ENCORE メンバー | THE ENCORE メンバー | THE ENCORE メンバー |
| 氏名                       | 生年月日            | イメージカラー      | デビュー日          | 備考                |
| -------------------------- | ------------------- | ------------------- | ------------------- | ------------------- |
| 羽乃 りんの うの りんの    | 11月21日            | 紫                  | 2023年3月25日       | 元アイドル教室      |
| 笹南 はんな ささみ はんな  | 12月7日             | 黄色                | 2023年3月25日       | 元アイドル教室      |
| 藤木 愛 ふじき まな        | 12月21日            | 赤                  | 2023年3月25日       | 元アキシブproject   |
| 野々咲 実希 ののさき みき  | 10月7日             | 白                  | 2023年3月25日       | 元SKE48             |
| 藤元 うい ふじもと うい    | 1月4日              | 水色                | 2023年3月25日       |                     |
| 天海 てん あまみ てん      | 1月21日             | ミントグリーン      | 2023年3月25日       |                     |
| 浅倉みさき あさくら みさき | 12月11日            | ピンク              | 2023年12月29日      |                     |
| 朝日 みお あさひ みお      |                     | オレンジ            | 2023年3月25日       | 2023年11月25日卒業  |

| THE ENCORE 楽曲 | THE ENCORE 楽曲              | THE ENCORE 楽曲        | THE ENCORE 楽曲            | THE ENCORE 楽曲                        | THE ENCORE 楽曲 | THE ENCORE 楽曲 |
| #               | タイトル                     | 作詞                   | 作曲                       | 編曲                                   | 振付            | ライブ初披露    |
| --------------- | ---------------------------- | ---------------------- | -------------------------- | -------------------------------------- | --------------- | --------------- |
| 1               | Wings!                       | 糸野仁美(AzBit)        | 八巻俊介(AzBit)            | 八巻俊介(AzBit)                        | Risa            | 2023年3月25日   |
| 2               | ホントノアタシ               | フトメホソシ           | GUCCHO                     | GUCCHO                                 | ォラ            | 2023年3月25日   |
| 3               | NOキュン♡NOライフ            | IMAKISASA              | IMAKISASA                  | 王子マスター                           | ォラ            | 2023年3月25日   |
| 4               | マイエモーション             | 萩 龍一                | 萩 龍一                    | 萩 龍一                                | ォラ            | 2023年3月25日   |
| 5               | サカサマ↑↓アイラビュー       | Tenta Sugisaka(Wee's)  | Masato Ushikubo(Wee's)     | Masato Ushikubo(Wee's)                 | ォラ            | 2023年4月29日   |
| 6               | いちばん星                   | 糸野仁美(AzBit)        | 八巻俊介(AzBit)            | 八巻俊介(AzBit) Masato Ushikubo(Wee’s) | ォラ            | 2023年5月7日    |
| 7               | 傘の下キミへと捧ぐメロディー | nobara kaede           | AWOKI(Wee's)               | AWOKI(Wee's)                           | ォラ            | 2023年6月24日   |
| 8               | アオノミライ                 | 碧位奈子               | 萩龍一(Wee's)              | 萩龍一(Wee's)                          | ォラ            | 2023年7月17日   |
| 9               | 一緒なら                     | 菊池 諒                | ツカダタカシゲ(Wee's)      | ツカダタカシゲ(Wee's)                  | ォラ            | 2023年7月26日   |
| 10              | 青春パラグラフ               | mimimy                 | J.K≒3.0                    | J.K≒3.0                                | Risa            | 2023年9月2日    |
| 11              | キミの名前                   | 菊池 諒                | 斎藤竜介                   | 斎藤竜介                               | Risa            | 2023年9月16日   |
| 12              | 片思いダイアリー             | 西川サスケ             | 西川サスケ                 | 西川サスケ                             | Risa            | 2023年10月22日  |
| 13              | ラブラブ♡チェックメイト      | 杉坂天汰（Wee’s）      | Masato Ushikubo(Wee's)     | Masato Ushikubo(Wee's)                 | Risa            | 2023年11月4日   |
| 14              | てとめッ!                    | 菊池諒                 | 小川裕太郎(Wee's)          | 小川裕太郎(Wee's)                      | Risa            | 2023年12月29日  |
| 15              | ハラペコワンダーランド       | 萩 龍一(Wee's)         | 萩 龍一(Wee's)             | 萩 龍一(Wee's)                         | Risa            | 2023年12月29日  |
| 16              | Laugh and break              | ハラアヤノ(Wee's)      | ツカダタカシゲ(Wee's)      | ツカダタカシゲ(Wee's)                  | ォラ            | 2024年2月17日   |
| 17              | 四度目の桜                   | 杉坂天汰（Wee’s）      | AWOKI (Wee’s)              | AWOKI (Wee’s)                          | Risa            | 2024年4月14日   |
| 18              | クリアメモリーズ             | mimimy                 | J.K≒3.0                    | J.K≒3.0                                | Risa            | 2024年5月2日    |
| 19              | キミナツ                     | IMAKISASA(Wee's)       | IMAKISASA(Wee's)           | 小川裕太郎(Wee's)                      | Risa            | 2024年7月19日   |
| 20              | COLOR                        | 翠衣すず               | RYO-P                      | RYO-P                                  | Risa            | 2024年10月18日  |
| 21              | バッドエンドポリス           | 杉坂天汰（Wee’s）      | Niroku Shimotsuki（Wee’s） | Niroku Shimotsuki（Wee’s）             | Risa            | 2024年10月18日  |
| 22              | セツナジレンマ               | mimimy                 | J.K≒3.0                    | J.K≒3.0                                | Risa            | 2024年12月1日   |
| 23              | ノーモーション               | 杉坂天汰（Wee’s）      | J.K≒3.0                    | J.K≒3.0                                | Risa            | 2025年2月11日   |
| 24              | 未来∞インフィニティ          | 月丘りあ子 (SUPA LOVE) | 賀佐泰洋 (SUPA LOVE)       | 賀佐泰洋 (SUPA LOVE)                   | AYA SOFIA       | 2025年03月24日  |
| 25              | 書きかけのストーリー         | 糸野仁美(AzBit)        | 八巻俊介(AzBit)            | 八巻俊介(AzBit)、AWOKI(Wee's)          | Risa            | 2025年03月24日  |
| 26              | プリズンライバー             | yuncha(Wee's)          | Niroku Shimotsuki (Wee's)  |                                        | ォラ            | 2025年07月20日  |

### Y∀KiN
- 「住み着くのはあなたの心の中」をコンセプトとする新グループ。
- メンバーは、織山あず、城咲莉愛、朝宮しおね、日向なぎ、柊木璃々歩の5人。織山と柊木はそれぞれ、フレオ名古屋拠点のミラクルファンファーレ！と、ぼくはまだしなないでの活動歴がある。
- 2025年2月9日にElectric Lady Landでデビュー[148]。
- 2025年5月27日、関ケ原唄姫合戦の予選会に参加し、6位通過で徳川ステージをかけた最終決戦に進出することが決定した。
- 2025年6月15日、名古屋スペードボックスで開催された関ケ原唄姫合戦予選会の最終決戦において、Bブロック2位となり、徳川ステージ（メインステージ）への出演権を惜しくも逃した[149][150]。
- 2025年7月19〜20日、桃配運動公園で開催された関ケ原唄姫合戦に二日間出演した[151]。
- 2025年8月29日、名古屋CLUB QUATTROで1stワンマンライブを開催予定[152]。

## 過去に所属していた、現在も活動中のグループ

### 手羽先センセーション
- 名古屋拠点。2017年6月に強がりセンセーションの姉妹グループとして結成。
- 2024年4月1日に合同会社1623にグループごと移籍[153]。
- 2024年9月28日開催のフレオ祭にゲスト出演した。同イベントへの非フレオのグループの出演は初。
- 2025年5月25日の現体制終了公演をもって、4人のメンバーが卒業。フレオ時代からのメンバーはいなくなった。
- 2025年6月4日、メンバーを大幅に入れ替えた新体制が始動。同時に、合同会社1623から株式会社アルファベットプロモーションへ移籍した。

### シャニムニ＝パレード
- 名古屋拠点、2020年9月-2022年8月までFreeKと共同運営。
- デビュー以来、FreeKとフレオの共同運営のグループとされており、2021年4月のフレオ祭にも出演[154]。FreeK主催イベントを中心に精力的に活動する一方で、2022年5月のフレオ祭には出演がなく[155]、フレオ側の関与が次第に見られなくなった。2023年5月になって唐突に、既に2022年8月に共同運営を終了していたことが、フレオ公式から発表された[156]。
- 2025年現在も、FreeK名古屋支部のグループとして活動中である。

### めたセン
- 2022年結成。RKB毎日放送の深夜番組エンタテ!区がオーディションから密着する福岡ご当地アイドルプロジェクトとして発足。名古屋の手羽先センセーション（手羽セン）に倣って「めんたいセンセーション」を名乗るかと思われたが、略称の「めたセン」が正式名称となっている。
- 2025年7月7日に、フレオ前社長・岡田純弥が代表取締役を務める株式会社ぴゃも（項目概要で既述）への移籍を発表した[157]。しかし、2025年5月のフレオ祭への出演がなかった[158]（2024年9月には出演していた[159]）こと、それより以前にFreoMotto公式HPから名前が消えていたこと[160]、岡田純弥のXプロフィール欄[161]からフレオの肩書きが消え「株式会社ぴゃも代表取締役」および「めたセン」の名が残っていたこと、めたセン主催イベントのチケット発売元が株式会社ぴゃもとなっていたこと[162]などから、もっと早い時期に移籍は完了していたと見られる。下に掲載した「所属ユニットタイムライン」では、便宜上、株式会社FreoMotto設立時（概要欄で既述）の2024年12月を移籍のタイミングと推定した。

## 解散・休止中のグループ

### 気まぐれパンデミック(旧:Sick☆Sick)
- 東京拠点、2014年7月-2015年2月。
- 2014年11月に「Sick☆Sick」から改称した。コンセプトは「感染型アイドルグループ」[163][164]。
- 2014年7月に３人組でデビューするが、翌年2月までに3人とも卒業。途中加入したメンバーが単独で活動を続けようとするが立ち消えとなった[165][166]。

### Moderato(旧:Moderate)
- 東京拠点、2015年8月-2017年5月。
- 強がりセンセーション２期メンバーオーディション落選者で結成[167]。コンセプトは「渋谷系Cityガールズユニット」。途中、グループ名をModerateからイタリア語表記のModeratoに改めたが、読み方は当初から「モデラート」だった[168]。
- 2015年8月15日に３人組グループとしてデビューしたが、同年12月に２人が卒業し活動休止。2016年5月に5人のメンバーを追加し、活動再開。その後、半年足らずで３人が脱退し、再び活動休止。2017年5月7日に解散した[169]。
- 元メンバーの白浜さやと水島さくらはその後、エモップ（後述）で活動。エモップ解散後、白浜はいちぜん！（後述）でも活動した。

### mi-na
- 東京拠点、2016年12月-2017年8月。
- 当時、フレオ所属タレントとなっていた元AKB48の森杏奈がプロデュースしていた。mi-naとは、スペイン語で「宝の山」や「女の子」を意味し、「宝の山のように沢山の輝かしい個性が溢れる女の子たちで結成された王道アイドル」がコンセプト[170]。
- 2016年12月11日に4人組グループとしてデビューライブを開催。2017年7月1日に1stワンマンライブを開催[171]。8月6日にメンバー全員が卒業した[172]。
- 元メンバーの白瀬あかりは、JAPANARIZMに加入し、その後、有名インフルエンサーとなった。

### エモップ(旧:エモクルスコップ)
- 東京拠点、2017年3月-2018年8月。
- 2018年3月加入の葵井るきは、その後、LOVEReS（後述）に加入。2025年現在もラブアグレッションで活動しており、フレオ所属歴が最長となっている。

### Spica-スピカ-
- 名古屋拠点、2018年11月-2019年7月。2019年5月より、事務所から独立して活動していた。
- フレオ名古屋の研究生だった[173]。

### GlitchVOX
- 東京拠点、2019年12月-2020年3月。
- 強がりセンセーションの元リーダーで、手羽先センセーションでも活動した市川結愛を中心とする3人組グループ。

### LOVEReS
- 東京拠点、2018年8月-2020年7月。
- 最終メンバーの5人がそのまま残り、メンバーを2人追加してラブアグレッションが結成された。

### 狐音日和
- 名古屋拠点、2020年10月 - 2021年3月。
- アパレルブランド「狐音日和」とフレオの業務提携により誕生。
- 2020年10月デビュー。2021年1月までにメンバー5人中4人が卒業したが、2月に新メンバー4人が加入、3月に解散した。

### アクアノート
- 東京拠点、2018年4月-2022年3月。

### メルティハート
- 東京拠点、2018年3月-2022年4月。
- 「アイドル活動をスタートするには若くはないかもしれないけど、それでも夢をあきらめたくない、王道ど真ん中のアイドルをやりたいというメンバーが結集」した「正冬派王道アイドルグループ」というコンセプトを掲げていた[174][175]。
- 当初は有限会社スイングハートとの共同プロデュースとされていた。[176]
- 2018年3月10日に恵比寿CreAtoで単独お披露目ライブを開催した。メンバーは南歩唯、sumile、壁谷茉莉衣、吉原舞。その後、メンバーの加入と卒業が繰り返され[177]、2021年５月にメンバーが南歩唯だけになり、いったん活動休止。
- 2021年10月23日に、新メンバーを迎え、ZeppYokohamaのフレオ主催イベント「アイドルアラモード」で再デビュー[178]。メンバーは南歩唯、恵深あむ、松島朱里、涼乃みほ、星名夢音、侑之りせ。
- 2022年4月24日に渋谷club asiaで解散ライブを開催し、活動を終了した[179]。
- その後、恵深あむと涼乃みほはフレオに残留し、Glim Assemblerとして2022年9月にデビュー。
- 南歩唯は前体制メンバーの壁谷茉莉衣とともにヒロプロジェクトに移籍し、メルティハートの楽曲を引き継いだ新グループAGAIN&AGAINを結成。2022年11月から2023年7月まで活動した[180]。さらに南と壁谷は2024年2月にも２人組ユニット「アイビーの咲く頃に」を結成し、メルティハートの楽曲を引き継いでいる。[181]

### QpQueen
- 東京拠点、2021年12月-2022年8月。
- 2021年12月25日に恵比寿LIQUIDROOMでデビュー。[182]手羽センをはじめとするフレオ所属グループが集結した対バン形式のデビューライブだった。
- メンバーは、Miyuki、Sara、Kimika、Natsuki、RiiO、Suzukaの6名。Suzukaは2022年3月11日に脱退。[183]
- Suzuka以外の5人は、フレオ所属としてステージデビューする以前の2021年5月から「同じダンス教室で知り合った仲間たち」として、YouTubeやTikTokにK-POPのダンス動画を公開するなどの活動を行っていた[184][185]。この頃からすでにQpQueenを名乗っており、唯一のオリジナル曲「Show Me Your Love」は、この時期に作られデジタル配信された曲。ステージデビュー後にオリジナル曲が作られることはなく、K-POPアイドル曲のカバーを中心とするライブパフォーマンスだった。
- 2022年2月11日から、新大久保SHOW BOXで定期公演を開催していた。同ライブハウスで2022年8月6日にラストライブを行い、解散した。[186]
- 元メンバーのSara（前垣さら）が、朝倉未来プロデュースのアイドルオーディション番組「Dark Idol」（ABEMA）に参加し、アソビシステムの新グループ「Toi Toi Toi」のメンバーとして、2025年4月4日にデビューした[187]。

### 欲バリセンセーション(旧:たこやきセンセーション)
- 「大阪拠点」から「東京および名古屋拠点」に変更。2021年8月-2023年3月。略称は「バリセン」。
- 2021年4月30日　当時、手羽先センセーションのメンバーだった佐野さくらが卒業を発表した際に、「手羽先センセーションを創り上げた運営さん」がグループを離れることを理由の一つに挙げ、「今後は手羽センを創った運営さんの元で、新プロジェクトに挑戦したい」と、新グループでの再起を予告した。[188]
- 2021年8月8日、大阪拠点の５人組グループ「たこやきセンセーション」として、ライオンドームでプレデビュー。メンバーは佐野さくら、長沢柚花、甘井舞菜、堀川すず、柊うゆ。[189]
- 2021年9月10日　柊うゆが脱退（後にプランクスターズに加入）。[190]
- 2021年9月20日　グループ名を欲バリセンセーションと改称し、大阪アメリカ村ANIMAで正式なデビューライブを開催した。
- 2022年3月13日　大阪アメリカ村DROPで開催された『欲バリセンセーション 現体制終了公演～またね。～』をもって、長沢柚花が活動終了した（後にchuLaへ加入、さらに後、手羽先センセーションのメンバーとなる）。[191]
- 2022年5月1日　ZeppHanedaで開催されたフレオ祭で、新メンバーの高松穂乃花と廣川かのんをお披露目。[192]新体制への移行に伴い、「大阪拠点」から「東京および名古屋拠点」に活動拠点を移した。
- 2022年10月9日　神田明神ホールで開催された「アイドルアラモードプチ」で、新メンバー城乃ひより（元・STAiNY）をお披露目。[193]
- 2022年11月13日　甘井舞菜卒業公演を名古屋レジェンドホールで開催（後に花いろはに加入）[194]。
- 2022年11月29日　城乃ひよりが活動辞退[195]。
- 2023年3月19日　Lives NAGOYAで開催された「現体制終了公演 -Dear Future-」をもって活動終了[196]。
- その後、佐野さくらはコレットプロモーションに移籍し、まねきケチャに加入。堀川すず、高松穂乃花、廣川かのんは、いちぜん!の元メンバーらと合流し、フレオの新グループなみだ色の消しごむを結成した。

### ちゃーぴんグッ
- 大阪拠点。2022年3月13日デビュー。ドリームキッズと共同運営していたが、2023年4月3日付でフレオは運営から離れた[197]。その一年後の2024年3月末にグループも解散[198]。

### Novice²
- 名古屋拠点、2022年1月-2023年3月までドリームキッズと共同運営。
- 「Novice²」の読みは「ノービスノービス」。略称は「ノビノビ」。ドリームキッズのもとで活動していた「いもうとシスターズ名古屋アイドルクラス」を前身とし、フレオとの共同運営でデビュー。
- 2022年1月29日、今池ボトムラインでデビューライブを開催[199]。
- 2023年3月31日をもって共同運営を終了し、ドリームキッズの単独運営となった（同年５月になって発表[200]）。
- 2023年4月9日、今池ボトムラインで開催された現体制終了公演をもって活動を終了した。[201]
- その後、元メンバーの長原楓がフレオ名古屋拠点のミラクルファンファーレ！、ぼくはまだしなないに加入。柴田うなが、フレオ東京拠点のラブアグレッションに加入した。

### いちぜん!
- 東京拠点、2019年4月-2023年3月。

### シュアネス(旧:アンシュア)
- 東京拠点、2021年2月-2023年9月。
- グループ名には「自信を持てなかった自分（unsure）から、自分を信じて前進するグループ（sureness）」へという意味が込められていた[202]。
- デビューに向けた準備中にメンバーの脱退があり、2021年2月に4人組グループ「アンシュア」として「プレデビュー」した。メンバーは藤川るな、山下かりん、前田みな、乙葉美桜。
- メンバーを4人追加し、2021年7月に8人組グループ「シュアネス」として正式にデビュー。このとき加わったのが、上村らな、月野あみ、小羽あいり、天音りの。
- 2022年2月20日に前田みなが卒業。同年7月31日に新宿KeyStudioで1stワンマンライブを開催。
- 2023年2月4日に藤川るなが卒業。同年7月20日に新宿BLAZEで2周年ワンマンライブを開催。同年8月26日に山下かりんが卒業。
- 2023年9月26日に現体制終了ライブを池袋harevutaiで行い、最終的には5人体制で活動を終了した。
- その後、上村らなはmetarium、天音りのはスプスラッシュ、月野あみはハレとハレ！、乙葉美桜はなんキニ!（さらに後、空想ロマンスへ加入）、小羽あいりは群青の世界でアイドル活動を再開した。

### 〈カレイドスコープ〉
- 東京拠点、2023年5月-2023年10月。山括弧〈〉もグループ名の一部である。略称は「カレープ」。
- 2023年5月7日 デビューに先駆けて、横浜ランドマークホールで開催された事務所主催の「フレオ祭」において、5人のメンバーで舞台挨拶を行った。メンバーは西科きらり、文月映瑠、桜木美緒、優木萌々花、篠ノ雨みらい。前グループ（いちぜん！）から、フレオに所属する文月映瑠のみソロステージを披露した。
- 2023年5月21日 P.A.R.M.S秋葉原でデビュー単独ライブを開催。当初、6人組グループとされていたが、「諸事情」により6人目のメンバーのお披露目は遅れ、5人体制でのデビューとなった。
- 2023年6月12日 市川澪音と真嶋くるみの加入を発表。当初予告されていたのと異なり、追加メンバーは二人だった[203]。
- 2023年7月22日 文月映瑠&篠ノ雨みらい卒業公演を品川J-SQUAREで開催[204][205]。篠ノ雨みらいは体調不良により欠席した。
- 2023年8月17日 市川澪音が活動辞退[206]。
- 2023年9月27日 文月映瑠&篠ノ雨みらい卒業公演を、渋谷TAKE OFF 7にて「振替公演」として再び開催[207]。唯一の6人でのライブとなった。
- 2023年10月8日 現体制終了ライブをグレース・バリ渋谷で開催[208][209]。終了時のメンバーは、西科きらり、桜木美緒、優木萌々花、真嶋くるみの4名。
- その後、文月映瑠は「君とセレンディピティ」、優木萌々花は「夢幻スタートレール」、西科きらりはフレオの新グループ「あの日見たラッキースター」、真嶋くるみは「きゅーんず！」、桜木美緒は「イイトコドリ」でアイドル活動を再開した。

### きみにYORISOERU
- 元AKB48の内田眞由美がプロデュースする「YORISOERU」として2022年にデビューした[210][211]。内田によればグループのコンセプトは「心に寄り添えるようなアイドル」[211]、公式サイトのプロフィールには「あなたの心に寄り添えるようなアイドルになりたい!」とある[212]。2022年夏頃を最後に、内田がグループに関わっている様子は見られなくなった。
- tvkで放送の「関内デビル」内で「内Pプロジェクト〜あなたに会えるまで〜」と題するコーナーで、オーディションの模様などが2022年2月15日から4月5日にかけて放送された[213][214]。
- 2023年1月 新体制への移行に伴い、グループ名を「きみにYORISOERU」に改名（略称は「きみより」）。12月25日に現体制終了。

#### 略歴
2022年
- 3月16日 - 公式WEBサイトにてメンバー決定告知。
- 3月25日 - SHOWROOMでの特番を配信。
- 4月3日 - タワーレコード池袋店にて初のリリースイベント。
- 5月1日 - Zepp Hanedaで開催されたフレオ祭にて1stシングル『恋はオックスフォードブルー』初お披露目。
- 5月25日 - タワーレコード渋谷店にてリリースイベント。1stシングル『恋はオックスフォードブルー』発売開始。
- 6月6日 - Space emo 池袋にて「第1回定期公演」開催。
- 8月28日 -  横浜アリーナにて開催の＠JAM EXPO2022に出演。
- 11月14日 新宿ALTA KeyStudioで開催された1stワンマンライブで中村梨花が卒業。

2023年
- 1月16日 「きみにYORISOERU」として、渋谷ストリームホールで新体制お披露目公演を行い、新メンバーに髙橋來春を迎えた。
- 3月29日 シングル『ひとひらのキセキ』をリリース。
- 6月2日 「きみにYORISOERU 1stワンマンライブ-君と私の物語」を白金高輪SELENE b2で開催。
- 12月25日 秋葉原 P.A.R.M.Sで現体制終了公演を開催。

| メンバー    | メンバー        | メンバー   | メンバー       | メンバー       | メンバー   | メンバー                                                     |
| 名前        | 読み            | 愛称       | 誕生日         | 担当カラー     | 出身地     | 備考                                                         |
| ----------- | --------------- | ---------- | -------------- | -------------- | ---------- | ------------------------------------------------------------ |
| 永井 穂花   | ながい ほのか   | ほののん   | 2001年01月29日 | ミントグリーン | 神奈川県   | 元：ラストアイドル（2期生アンダー） 現：強がりセンセーション |
| 田村 優芽   | たむら ゆめ     | ゆめこ     | 2001年06月25日 | 水色           | 埼玉県     | 現：折れないしっぽ                                           |
| 大石 菜月   | おおいし なつき | なっつん   | 2002年04月04日 | オレンジ色     | 栃木県     |                                                              |
| 永長 利那   | ながおさ りな   | りーたん   | 2005年02月25日 | ピンク色       | 茨城県     |                                                              |
| 佐藤 優來那 | さとう ゆらな   | ゆらなん   | 2006年03月07日 | 紫色           | 栃木県     | 元：ハラ塾DRAEMMATE元：HACK                                  |
| 中村 梨花   | なかむら りか   | りかちゃん | 2006年04月15日 | 赤色           | 京都府     | 2022年11月14日卒業                                           |
| 髙橋 來春   | たかはし こはる | こっぱ     | 11月12日       | 黄色           | わたあめ星 | 2023年1月16日加入 現：Palette Parade                         |

| シングル | シングル      | シングル                   | シングル                                                                                       | シングル          | シングル                                       | シングル |
| #        | 発売日        | タイトル                   | 収載曲(時間)                                                                                   | 規格品番          | 最高位                                         | 備考 |
| -------- | ------------- | -------------------------- | ---------------------------------------------------------------------------------------------- | ----------------- | ---------------------------------------------- | --- |
| 1st      | 2022年5月25日 | 恋はオックスフォードブルー | 1. 恋はオックスフォードブルー(3:50) 2. 全力DREAMER(4:31) 3. 全力DREAMER(内田眞由美 Ver.)(4:31) | 通常盤A MUCD-5401 | - オリコンウイークリー 36位 （2022年6月6日付） | * タイアップ フジテレビ系音楽番組「Tune」2022年5月度エンディングテーマ テレビ岩手「5きげんテレビ」2022年5月度エンディングテーマ |
| 1st      | 2022年5月25日 | 恋はオックスフォードブルー | 1. 恋はオックスフォードブルー(3:50) 2. 全力DREAMER(4:31) 3. 全力DREAMER(内田眞由美 Ver.)(4:31) | 通常盤B MUCD-5402 | - オリコンウイークリー 36位 （2022年6月6日付） | * タイアップ フジテレビ系音楽番組「Tune」2022年5月度エンディングテーマ テレビ岩手「5きげんテレビ」2022年5月度エンディングテーマ |
| 1st      | 2022年5月25日 | 恋はオックスフォードブルー | 1. 恋はオックスフォードブルー(3:50) 2. 全力DREAMER(4:31) 3. 全力DREAMER(内田眞由美 Ver.)(4:31) | 通常盤C MUCD-5403 | - オリコンウイークリー 36位 （2022年6月6日付） | * タイアップ フジテレビ系音楽番組「Tune」2022年5月度エンディングテーマ テレビ岩手「5きげんテレビ」2022年5月度エンディングテーマ |
| 2nd      | 2023年3月29日 | ひとひらのキセキ           | 1. ひとひらのキセキ(4:50) 2. きみより(3:47) 3. Candy Days(2:42)                                | Type-A MUCD-5411  |                                                | |
| 2nd      | 2023年3月29日 | ひとひらのキセキ           | 1. ひとひらのキセキ(4:50) 2. きみより(3:47) 3. Candy Days(2:42)                                | Type-B MUCD-5412  |                                                | |

### ぼくはまだしなない
- 2020年1月から2022年10月まで活動した。
- 2024年9月、メンバーを一新した「第二章」が始動し、フレオ祭でお披露目したが、2025年2月7日に現体制を終了した[229]。

## 主催イベント
- フレオ祭（読み：ふれおさい）東西のフレオ所属グループが一堂に会する事務所内で最大のイベント。主にZeppクラスの会場で、これまでに7回開催されている（2021年4月17日豊洲PIT、2022年5月1日Zepp Haneda、2023年5月4日横浜ランドマークホール、2023年10月15日Lives NAGOYA、2023年12月3日Zepp Shinjuku、2024年9月28日横浜1000CLUB、2025年5月5日に横浜ランドマークホール）。次回は、2025年11月16日にZephyr Hallで開催予定[230]。
- アイドルアラモード（略称：アイアラ）主にZeppクラスの会場で開催されるが、他事務所の人気グループもブッキングされる点が、上記フレオ祭と異なっている。第一回開催は2021年7月21日Zepp Yokohama。以降、2024年末時点で22回開催[231]。
- アイドルアラモードプチ（略称：アラプチ ）会場規模、出演グループの動員力ともに、上記アイアラよりも小規模となっており、ホールでの開催が多い。第一回開催は2021年7月1日有楽町ヒューリックホール[232]。アイアラよりも開催頻度が高く、2024年末時点で95回開催[233]。「アラプチ1000」「アラプチ1コイン」など低価格を謳ったイベントも開催。
- スパドキフェスティバル（略称：スパドキ）出演者、会場規模ともに、上記「アラプチ」と類似している。第一回開催は2021年6月6日有楽町オルタナティブシアター[234]。2024年末時点で108回開催[235]。
- アイドルマリアージュ  2024年4月に始まった新しいイベント。アラプチやスパドキが一日がかりの休日イベントであることが多いのに対して、平日夕方からなど半日開催のケースが多いが、開催趣旨の正確な違いは不明。規模感としては、アラプチ・スパドキと同等である。第一回開催は2024年4月17日duo MUSIC EXCHANGE[236]。2024年末時点で9回開催[237]。
- スパニコカーニバル（略称：スパニコ）「スパニコ」は「スーパーニコニコ」の意。コロナ前（フレオエンターテイメント時代）から、同名のイベントが開催されており、かつてはフレオ主催の代表的なイベントだった。当初は他事務所のグループも出演していたが、コロナ後は、出演グループがフレオ所属アイドルに限られる点で、上記「スパドキ」と区別された。2025年現在、同趣旨の事務所内対バンは「miniフレオ祭」というイベント名で開催されることも多くなっている。
- フレオ前に集合で！フレオ所属の各グループからピックアップされたメンバーによって行われるトークイベント。第1回開催は2020年2月5日[238]。2023年11月24日の第25回[239]から開催が途絶えていたが、2025年3月28日に1年4カ月ぶりに開催された[240]。

上記の他にも、様々なイベントを主催している。